# Чхатак
Чхатак (бенг. ছাতক, англ. Chhatak) — город и муниципалитет на северо-востоке Бангладеш, административный центр одноимённого подокруга. Площадь города равна 9,24 км². По данным переписи 2001 года, в городе проживало 34 498 человек, из которых мужчины составляли 55,77 %, женщины — соответственно 44,23 %. Уровень грамотности взрослого населения составлял 48,3 % (при среднем по Бангладеш показателе 43,1 %). 